# Charles Hooks
Charles Hooks (* 20. Februar 1768 im Bertie County, Province of North Carolina; † 18. Oktober 1843 bei Montgomery, Alabama) war ein US-amerikanischer Politiker. Zwischen 1816 und 1825 vertrat er mehrfach den Bundesstaat North Carolina im US-Repräsentantenhaus.

## Werdegang
Charles Hooks war der Urgroßvater von William J. Harris (1868–1932), der für den Staat Georgia im US-Senat saß. Im Alter von zwei Jahren zog er mit seinen Eltern auf eine Plantage in der Nähe von Kenansville. Später betätigte er sich dort als Pflanzer. Gleichzeitig begann er als Mitglied der Demokratisch-Republikanischen Partei eine politische Laufbahn. Zwischen 1801 und 1805 war er Abgeordneter im Repräsentantenhaus von North Carolina; in den Jahren 1810 und 1811 gehörte er dem Staatssenat an.
Nach dem Rücktritt des Kongressabgeordneten William R. King wurde er bei der fälligen Nachwahl für den fünften Sitz von North Carolina als dessen Nachfolger in das US-Repräsentantenhaus in Washington, D.C. gewählt, wo er am 2. Dezember 1816 sein neues Mandat antrat. Bis zum 3. März 1817 beendete er dort die laufende Legislaturperiode. Bei den Wahlen des Jahres 1818 wurde Hooks erneut im fünften Wahlbezirk seines Staates in das US-Repräsentantenhaus gewählt, wo er am 4. März 1819 die Nachfolge von James Owen antrat. Nach zwei Wiederwahlen konnte er bis zum 3. März 1825 drei Legislaturperioden im Kongress absolvieren. Seit 1823 vertrat er dort als Nachfolger von Thomas H. Hall den dritten Distrikt von North Carolina.
Im Jahr 1826 zog Charles Hooks in die Nähe von Montgomery in Alabama, wo er als Pflanzer arbeitete. Politisch übte er keine weiteren Ämter mehr aus. Er starb am 18. Oktober 1843 auf seinem dortigen Anwesen.